# Гетинакс
Гетина́кс — электроизоляционный слоистый прессованный материал, имеющий бумажную основу, пропитанную полимеризованными фенолформальдегидной или эпоксидной смолами.
Хотя материал обладает низкой механической прочностью, тем не менее он легко обрабатывается и имеет относительно низкую стоимость.
Относится к горючим материалам. Гетинакс марки I имеет температуру воспламенения — 285 °С, самовоспламенения — 480 °С, самонагревания — 120 °С.
Используется в основном как основа заготовок печатных плат. Широко применяется для изготовления несложных плат, используемых в низковольтной бытовой аппаратуре, так как до проведения термореактивной сополимеризации смолы может принимать любую форму, благодаря чему посредством штамповки можно получать платы всех возможных форм со всеми необходимыми отверстиями. Придав необходимую форму плате, материал подвергают тепловому воздействию для полимеризации смолы, после чего он затвердевает и становится пригодным к использованию. Однако после завершения полимеризации слои пропитанной смолой бумаги тщательно склеиваются, и материал невозможно снова размягчить или разобрать на слои.
Основные характеристики гетинакса:
| Показатель                                                |         |
| Плотность, кг/м3                                          | до 2600 |
| Поверхностная плотность, кг/м2                            | 2,6-2,9 |
| Термическое сопротивление (толщина пластины ≥ 2 мм), К/Вт | 90-130  |
| Прочность на изгиб (толщина пластины ≥ 2 мм), МПа         | ~117    |
| Ударная вязкость, кДж/м2                                  | 3136    |

Гетинакс представлен несколькими разновидностями, которые зависят от вида и содержания смолы, толщины слоёв бумаги, давления и температурного режима на этапе прессования.
В России регламенты ГОСТ предусматривают несколько товарных маркировок гетинакса:
| Гетинакс I  | Самый простой композит. Изготовлен из слоёв пропиточной бумаги, склеенных фенолформальдегидными смолами. Прочный, влагостойкий. |
| Гетинакс V  | Отличается от предыдущего использованием фенолэпоксидных смол. Прочнее Гетинакса I, химически более стоек, а также обладает большей устойчивостью к воздействию нагретого воздуха. Используется в приборах, микросхемы которых эксплуатируются на открытом воздухе.                                                                              |
| Гетинакс X  | Отличается модифицированными фенолформальдегидными смолами в качестве пропитки. Обладает умеренной влагостойкостью, прочный и химически более стойкий по отношению к гетинаксу I. |
| Гетинакс ЛГ | Основу составляет бумага из полиэфирного или лавсанового волокон. Поскольку данные типы волокон являются гидрофобными, данный материал предназначен для эксплуатации плат в условиях повышенной влажности. Также устойчив к долговременному воздействию различных неполярных жидкостей и масел и не нуждается в дополнительном лаковом покрытии. |
| Гетинакс ГН | Изготовлен из жаропрочного арамидного волокна. Рассчитан на эксплуатацию при повышенной рабочей температуре (до 180 °С). |

При производстве электронных устройств в подавляющем большинстве случаев применяются текстолиты (чаще всего — стеклотекстолит), которые превосходят гетинакс по огнеупорности, прочности, способности к сцеплению с фольгой и ряду других параметров, важных для электроники, но при производстве простых плат гетинакс более предпочтителен, так как платы на его основе дешевле и проще в изготовлении.